# Radstone
Radstone est une paroisse civile et un hameau du Northamptonshire, en Angleterre.